# 苍月浏览器
苍月浏览器（Pale Moon）是一个開放原始碼的網頁浏览器，官方提供Microsoft Windows、FreeBSD、Linux和macOS版本，以及其他各種平台的贡献者版本。Pale Moon的主要开发者为荷兰人M.C. Straver。
Pale Moon属于Firefox的一個分支，与最新版Firefox在附加元件和使用者介面上有很大差別。Pale Moon继续支援Firefox 57起移除的XUL和XPCOM附加元件，并保留了Firefox 4-28版本中的使用者介面，且同時用較新的Firefox原始碼更新瀏覽器的其他组件。28.0起改用UXP支援XUL附加元件。
在29.2.0版本（于2021年4月27日发布）中，Pale Moon移除了对尚未移植到Pale Moon的Firefox拓展插件的支持。